# Extreme Makeover: Home Edition
Extreme Makeover: Home Edition (EM:HE; às vezes informalmente referido como Extreme Home Makeover) é um reality show americano que estreou em 3 de dezembro de 2003 na ABC e foi reexibido no Discovery Family. A série é um spin-off do Extreme Makeover que apresenta uma família que enfrentou algum tipo de dificuldade recente ou contínua recebendo uma reforma em sua casa.
A série foi produzida pela Endemol USA em associação com a Greengrass Television da Disney-ABC Television Group. O programa original da ABC foi apresentada por Ty Pennington; a iteração com o HGTV é atualmente apresentado pelo ator Jesse Tyler Ferguson. Os produtores executivos foram Brady Connell e George Verschoor.
Em 15 de dezembro de 2011, a ABC anunciou que Extreme Makeover: Home Edition encerraria sua execução em 13 de janeiro de 2012, mas continuaria a transmitir especiais da rede. Outro spin-off, Extreme Makeover: Home Edition: How'd They Do That?, foi ao ar por uma temporada entre 1º de novembro de 2004 e 23 de maio de 2005 e apresentava cenas extras dos bastidores do que havia acontecido no episódio daquela semana.
Em 15 de janeiro de 2019, a HGTV anunciou que iria reviver a série; o avivamento estreou em 16 de fevereiro de 2020.

## Objetivo
O objetivo deste reality show é reconstruir a casa da família dentro de um prazo de 7 dias, adaptando a casa aos moldes dos moradores e realizando o sonho de muita gente.
A reconstrução consiste na demolição da casa e na reconstrução desta. O projeto inclui paisagismo, decoração interna e externa e produtos e materiais de alto luxo que são doados por lojas e empresas que apoiam a iniciativa do programa.
Voluntários qualificados (operários de alguma empresa que apóia o programa) e não-qualificados (vizinhos, amigos, parente, etc) ajudam na recontrução da casa para que esta saia dentro dos conformes e que, o mais importante, saia dentro do prazo.

## Projeto secreto
Em cada episódio, o líder Ty, escolhe um comôdo da casa nova para ser o seu projeto secreto. Como o próprio nome já diz, é secreto mesmo. Ninguém pode entrar no cômodo a não ser ele mesmo.
Quando a casa é entregue à família, ele diz o motivo que o levou a escolher aquele determinado local e o que ele quis transmitir com o ambiente.

## Processo de seleção
O processo de seleção da família acontece através do envio de um vídeo e de uma carta produzidos pela própria família ou por alguém que queira indicar uma família no qual, eles apresentam os componentes assim como suas dificuldades.

## Equipe
- Ty Pennington (apresentador/membro principal da equipe de design/carpinteiro)
- Paul DiMeo (carpinteiro)
- Paige Hemmis (carpinteira)
- Tracy Hutson (compras)
- Tanya McQueen (designer de interiores)
- Michael Moloney (designer de interiores)
- Ed Sanders (carpinteiro)
- Preston Sharp (exteriores/imaginador)
- Eduardo Xol (paisagista)
- John Littlefield (carpinteiro)
- Constance Ramos (arquiteta)
- Daniel Kucan (designer de interiores)
- Ribb Hillis (capinteiro)
- Didiayer Snyder (designer)
- Dawson Connor (paisagismo)
- Alle Ghadban (designer)